# Apadia, Caraș-Severin
Apadia este un sat în comuna Brebu din județul Caraș-Severin, Banat, România.

## Personalități
- Nicolae Cornean (1862 - 1939), preot, deputat în Marea Adunare Națională de la Alba Iulia 1918

## Legături externe

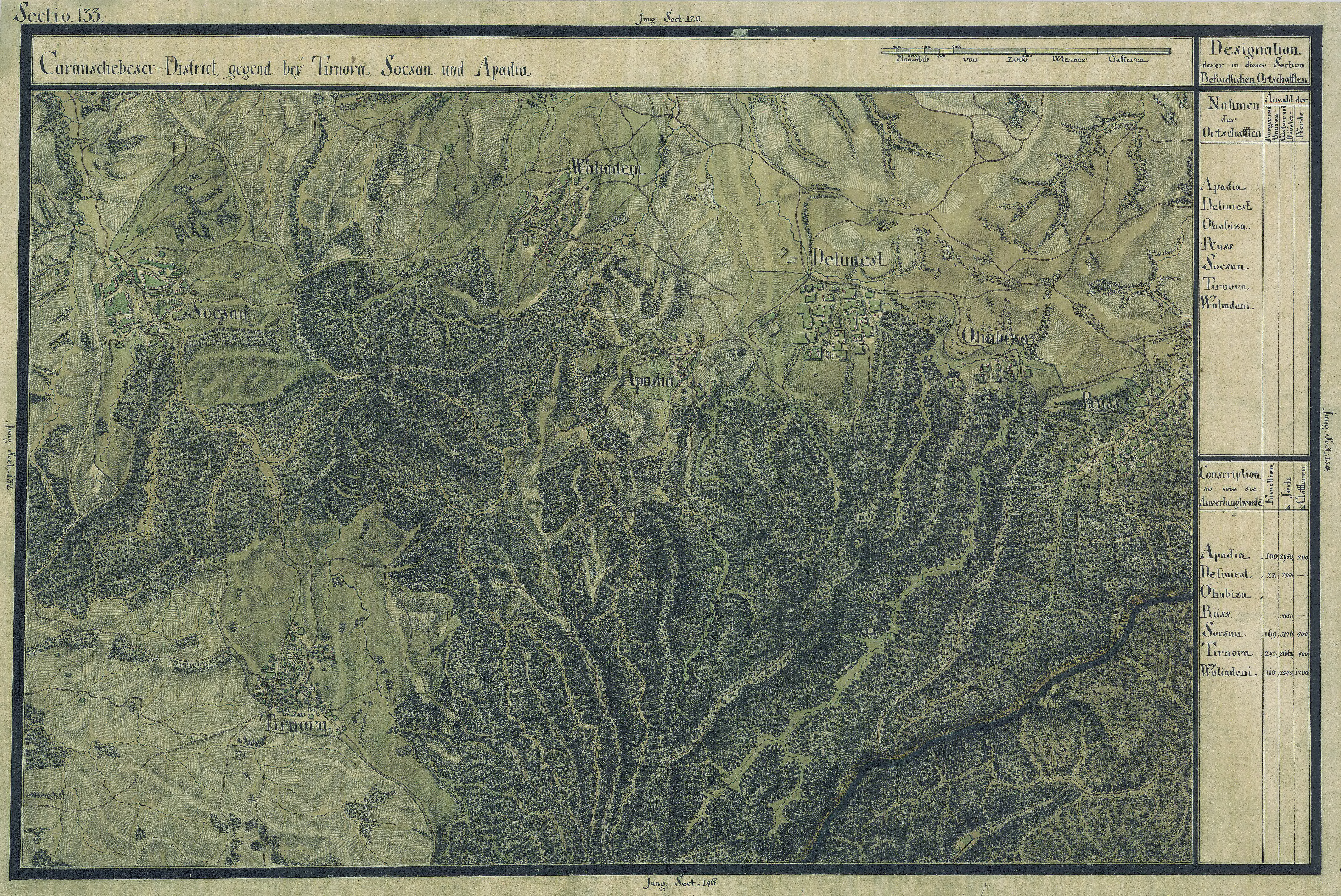
Apadia în Harta Iosefină a Banatului, 1769-72